# Lex Cornelia de edictis
La Lex Cornelia de edictis est une loi datée de 67 av. J.-C. sous la République romaine : proposée par le tribun Caius Publius Cornelius, elle instaure l’obligation pour un préteur de respecter formellement les engagements qu'il a annoncés dans son édit du préteur affiché lors de son entrée en charge et où il fait connaître la manière dont il entend régler les questions de sa compétence pendant la durée de ses fonctions, à savoir un an.
Il est interdit à ces magistrats de modifier leurs édits pendant la durée de leur charge ou d'en déroger par des décisions contraires ; en revanche, sur les points non prévus par son édit, le prêteur pouvait rendre un edictum repentinum sur un sujet particulier.
La lex Cornelia est un plébiscite proposé par le tribunus plebis Publius Cornelius, et adopté par le concilium plebis. Son dispositif nous est connu grâce à Asconius.